# Покровская церковь (Ростов-на-Дону)
Церковь Покрова Пресвятой Богородицы (Старо-Покровский храм) — православный храм в Ростове-на-Дону, один из старейших в городе (по распространённому заблуждению — первый). Изначально здание располагалось примерно на углу Большой Садовой улицы и названного в честь церкви Покровского переулка (ныне — переулок Журавлёва). Со временем оно несколько сместилось в сторону Богатяновского переулка (ныне — Кировский проспект).

## История
В 1762 году, после упразднения крепости Святой Анны, расположенной недалеко от Черкасска (ныне — станица Старочеркасская) на Васильевских буграх, было решено перенести находящуюся в ней Покровскую церковь в недавно построенную крепость Святого Димитрия Ростовского. Здание церкви было разобрано, все брёвна пронумерованы и перевезены на выбранное место. Новая церковь получила статус «крепостной» . Все её священнослужители и большинство прихожан были военнослужащими. Точное местоположение первого здания церкви — в северо-восточном партере Кировского сквера — было определено летом 2003 года в ходе археологической изысканий, проводимых Ростовским регионального отделения ВООПИиК (руководитель экспедиции — П. А. Ларенок).
Со временем возникла потребность в более вместительном храме. В связи с этим в 1781 году обер-комендант генерал-майора Семен Гурьев направляет архиепископу Никифору, главе Словенской и Херсонской епархии, курировавшей в то время территорию нынешнего Ростова, ходатайство «о разрешении устроить новую, более обширную церковь, вместо ветхой». В 1782 году ходатайство было удовлетворено. Старое здание церкви разбирают и почти на том же месте строят новое (также деревянное). Освящение церкви происходит 28 сентября 1784 года.
В 1796 году из материалов недавно упразднённой церкви Святого Димитрия Ростовского к Покровской церкви пристраивают правый южный придел, который также посвящают Св. Димитрию.
С 1806 года церковь перестаёт быть только военной и получает смешанный статус, находясь одновременно и в военном и епархиальном подчинении.
В 1818 году на колокольне устанавливают часы «с боем».
На протяжении значительного периода времени Покровская церковь выполняла функции основной не только для крепости Святого Димитрия Ростовского, но и для выросших вокруг неё поселений. В этой связи с конца XVIII века Покровскую церковь называют соборной. Такая ситуация сохраняется до 1822 года, когда указом Священного Синода соборной церковью объявляется Церковь во имя Рождества Пресвятой Богородицы.
В 1831 году старую колокольню разбирают и строят новую.
В 1869 году церковь окончательно утрачивает статус военной и полностью переходит в епархиальное подчинение. В последней четверти XIX века начинают появляться торговые ряды, разросшиеся впоследствии в Покровский базар. В конце XIX века на территории церкви строят новое здание, в котором 2 сентября 1890 года открывается двухклассная школа.
2 ноября 1895 года из-за халатности сторожа произошёл пожар, в котором сгорела колокольня и было повреждено здание самого храма.
10 августа 1897 году было заложено новое каменное здание, строящееся по проекту архитектора Н. М. Соколова. Новое здание располагалось немного западнее старого — ближе к Богатяновскому переулку (ныне — Кировский проспект). Строительство было окончено в 1909 году и 9 мая по старому стилю (22 мая по новому стилю) был освящён новый храм, названный Ново-Покровским.
Вместе с тем старое повреждённое огнём здание простояло достаточно долго и было снесено уже в 1917 году.

## Описание здания, построенного в 1909 году
Здание было построено в русском стиле и имело в ширину 16 саженей (34 м), в длину 25 саженей (53 м) и в высоту, с учётом креста, 25 саженей (53 м). Высота колокольни составляла 35 саженей (74,5 м), с главным колоколом весом 300 пудов (5100 кг).
Церковь представляла собой трехпрестольный храм, включающий в себя главный — Покровский — престол и два придела: правый — во имя Св. Димитрия Ростовского и левый — во имя Святого мученика Георгия Победоносца
Все мраморные работы были выполнены итальянским художником Э. Р. Минцеони. Пол храма был выложен разноцветной светлой плиткой. Своды, купола, стены храма были расписаны художниками И. В. Лавровым и Я. И. Смирновым. В церкви изначально было предусмотрено электрическое освещение.
В 1930 году храм был снесён. В дальнейшем на его месте был устроен фонтан, а потом разбит сквер им. Кирова и установлен памятник С. М. Кирову (рассказывают, что при его возведении использовались мраморные плиты, оставшиеся от храма).

## Восстановление храма
В постперестроечные времена начал подниматься вопрос о восстановлении храма и 3 февраля 2005 года, в Кировском сквере был установлен и освящён памятный крест, а также заложен первый символический камень в основание будущего храма. Строительство храма велось за счет благотворительных пожертвований со всей России. Сбор средств осуществлялся фондом «Покровский храм». Храм, построенный по проекту архитектора Г. А. Шевченко, получил название Старо-Покровского и был освящён 11 ноября 2007 года архиепископом Ростовским и Новочеркасским Пантелеимоном.
Незадолго до освящения храма, 25 июня 2007 года перед храмом в Покровском сквере был открыт памятник императрице Елизавете Петровне. Автор памятника — скульптор Сергей Олешня. Высота памятника более 7 метров. Фигура Елизаветы и горельефы на постаменте отлиты из бронзы и весят около трёх тонн, вес самого гранитного постамента составляет около 50 тонн.

## Церкви-тёзки
Кроме Старо-Покровского храма на территории Ростова-на-Дону расположены ещё две церкви с похожими названиями:
1. Старообрядческий Храм Покрова Богородицы, находящийся по адресу — Ростов-на-Дону, ул. Ульяновская, 37. Первое упоминание о деревянной церкви во имя Покрова Пресвятой Богородицы датируется 1813 годом. Здание, где сегодня расположена церковь, было построено в 1913 году по проекту архитектора В. А. Покровского и имеет статус памятника архитектуры.
2. Свято-Покровский храм, находящийся по адресу — Ростов-на-Дону, Орбитальная, 10А (на Северном кладбище). Церковь была построена в 2000 году по проекту архитектора И. В. Гануса.

## Духовенство
- Настоятель храма — иерей Евгений Осяк
- Иерей Дмитрий Дарчиашвили
- Иерей Павел Суздальцев
- Иерей Святослав Баденков[1]

## Информация о священниках
Протоиерей Даниил Азизов

## Примечание
1. ↑  Штат священослужителей. pokrov-na-donu.ru. Дата обращения: 24 октября 2021. Архивировано 24 октября 2021 года.